# Halopeplis amplexicaulis
Halopeplis amplexicaulis é uma espécie de planta com flor pertencente à família Chenopodiaceae. 
A autoridade científica da espécie é (Vahl) Ung.-Sternb. ex Ces., Pass. & Gib, tendo sido publicada em Comp. Fl. Ital.'' [Cesati] 2(12): 271. 1874.

## Portugal
Trata-se de uma espécie presente no território português, nomeadamente em Portugal Continental.
Em termos de naturalidade é nativa da região atrás indicada.

## Protecção
Não se encontra protegida por legislação portuguesa ou da Comunidade Europeia.